# Ecotopo
Los ecotopos son rasgos de paisaje ecológicamente distintos más pequeños en un sistema de clasificación de paisajes. Como tales, representan unidades funcionales de paisaje relativamente homogéneas y espacialmente explícitas que son útiles para estratificar paisajes en características ecológicamente distintas para la medición y el mapeo de la estructura, función y cambio del paisaje.
Al igual que los ecosistemas, los ecotopos se identifican utilizando criterios flexibles, en el caso de los ecotopos, mediante criterios definidos dentro de un sistema de clasificación ecológico específico. Al igual que los ecosistemas se definen por la interacción de componentes bióticos y abióticos, la clasificación de ecotopos debe estratificar los paisajes basándose en una combinación de factores bióticos y abióticos, incluida la vegetación, los suelos, la hidrología y otros factores. Otros parámetros que deben considerarse en la clasificación de los ecotopos incluyen su período de estabilidad (como el número de años que una característica podría persistir) y su escala espacial (unidad de mapeo mínima). 
La primera definición de ecotopo fue hecha por Thorvald Sørensen en 1936. Arthur Tansley recogió esta definición en 1939 y la elaboró. Afirmó que un ecotopo es: "...la parte particular, [...] del mundo físico que forma un hogar para los organismos que lo habitan".
En 1945, Carl Troll aplicó por primera vez el término a la ecología del paisaje "el objeto o componente espacial más pequeño de un paisaje geográfico".
Otros académicos aclararon esto para sugerir que un ecotopo es ecológicamente homogéneo y es la unidad de tierra ecológica más pequeña que es relevante. 
El término "parche" se usó en lugar del término "ecotopo", por Foreman y Godron (1986), quien definió un parche como "un área de superficie no lineal que difiere en apariencia de su entorno". Sin embargo, por definición, los ecotopos deben identificarse utilizando un conjunto completo de características del ecosistema: los parches son un tipo más general de unidad espacial que los ecotopos. 
En ecología, un ecótopo también se ha definido como "La relación de la especie con toda la gama de variables ambientales y bióticas que lo afectan" (Whittaker et al., 1973), pero el término rara vez se usa en este contexto, debido a la confusión con el concepto de nicho ecológico.